# Кэшлару, Беатрис
Беатри́с Кэшла́ру (рум. Beatrice Câșlaru; род. 20 августа 1975, Брэила) — румынская пловчиха, двукратная медалистка Олимпийских игр, бронзовый призёр чемпионатов мира 2001 и 2003 года.

## Спортивная карьера
Беатрис начала заниматься плаванием в небольшом румынском городке Брэила. Уже в 16 лет Беатрис отправилась на первый значимый взрослый старт на чемпионат Европы в Афины. Там румынка выступила сенсационно и стала четырёхкратной серебряной медалистой. Всего на её счету 15 медалей европейских чемпионатов разного достоинства. После этого успеха логическим продолжением карьеры стали летние Олимпийские игры в Барселоне. Там Кэшлару выступала на 6 дистанциях, но выше 10-го места подняться так ни разу не удалось. Похожим образом сложились и игры в Атланте. В трёх дисциплинах лучшим оказалось 6 место на 400 метров комплексным плаванием.
После этого Кэшлару сосредоточила свои силы на комплексном плавании. И к Олимпийсим играм в Сиднее румынка подошла в наилучшей форме. Наградой за многолетние труды для Беатрис стали две олимпийские медали. На дистанции 200 метров комплексным плаванием была завоёвана серебряная медаль, а на 400 метров бронзовая. На волне успеха год спустя была завоёвана единственная медаль чемпионатов мира.
К Олимпийсим играм в Афинах Кэшлару уже не выглядела спортсменкой, способной бороться за самые высокие места. Лучшим результатом стало 8-е место. В конце 2004 года Беатрис решила завершить карьеру.